# Halové mistrovství České republiky v atletice 2014
Halové mistrovství ČR v atletice 2014 se uskutečnilo ve dnech 15.–16. února 2014 v hale Otakara Jandery v pražské Stromovce.

## Medailisté

### Muži
| Soutěž                       | Zlato                                                                | Stříbro                                                              | Bronz                                                                    |
| 60 m                         | Pavel Maslák 6.67                                                    | Jan Veleba 6.72                                                      | Marek Bakalár 6.75                                                       |
| 200 m                        | Pavel Maslák 20.52                                                   | Jan Jirka 21.17                                                      | Petr Lichý 21.66                                                         |
| 400 m                        | Jan Tesař 47.31                                                      | Pavel Benda 48.00                                                    | Patrik Šorm 48.06                                                        |
| 800 m                        | Jakub Holuša 1:48.07                                                 | Miroslav Burian 1:49.57                                              | Tomáš Vystrk 1:50.43                                                     |
| 1500 m                       | Petr Vitner 3:55.70                                                  | Jan Friš 3:56.24                                                     | Ondřej Klesnil 3:56.39                                                   |
| 3000 m                       | Petr Vitner 8:28.81                                                  | Ondřej Klesnil 8:29.56                                               | Matěj Trávníček 8:31.74                                                  |
| 60 m př.                     | Martin Mazáč 7.64                                                    | Petr Peňáz 7.92                                                      | Václav Sedlák 7.99                                                       |
| 4 × 200 m                    | Jan Jirka Daniel Musil Lukáš Král Michal Tlustý Slavia Praha 1:27.68 | Pavel Benda Tomáš Jonáš Martin Faifer Martin Lecjaks AK Most 1:28.53 | Dominik Dvořák Jan Decker Jan Kuklík Filip Šnejdr Slavia Praha B 1:30.75 |
| Skok do výšky                | Jaroslav Bába 2.25                                                   | Takashi Eto 2.16                                                     | Matúš Bubeník 2.13                                                       |
| Skok o tyči                  | Michal Balner 5.60                                                   | Adam Pašiak 5.50                                                     | Jan Kudlička 5.40                                                        |
| Skok daleký                  | Radek Juška 7.76                                                     | Milan Pírek 7.60                                                     | Adam Sebastian Helcelet 7.15                                             |
| Trojskok                     | Jiří Vondráček 15.15                                                 | Michal Čada 14.81                                                    | Bohumil Bětuňák 14.74                                                    |
| Vrh koulí                    | Tomáš Staněk 19.64                                                   | Jan Marcell 19.51                                                    | Martin Stašek 19.04                                                      |
| Sedmiboj Praha 7. – 9.2.2014 | Marek Lukáš 5748 bodů                                                | Pavel Baar 5582 bodů                                                 | Kajetán Čásenský 5062 bodů                                               |

### Ženy
| Soutěž                      | Zlato                                                                               | Stříbro                                                                              | Bronz                                                                                |
| 60 m                        | Iveta Mazáčová 7.31                                                                 | Kateřina Čechová 7.32                                                                | Klára Seidlová 7.46                                                                  |
| 200 m                       | Denisa Rosolová 23.43                                                               | Barbora Procházková 23.99                                                            | Jana Slaninová 24.00                                                                 |
| 400 m                       | Helena Jiranová 54.62                                                               | Zdeňka Seidlová 54.77                                                                | Jana Slavíková 56.48                                                                 |
| 800 m                       | Diana Mezuliáníková 2:08.81                                                         | Michaela Drábková 2:09.57                                                            | Alena Ulrichová 2:09.70                                                              |
| 1500 m                      | Kristiina Mäki 4:15.13                                                              | Lenka Masná 4:19.87                                                                  | Radka Hanzlová 4:34.62                                                               |
| 3000 m                      | Květoslava Pecková 9:30.69                                                          | Lada Nováková 9:50.77                                                                | Marie Miličková 9:55.53                                                              |
| 60 m př.                    | Lucie Škrobáková 8.20                                                               | Lucie Koudelová 8.41                                                                 | Karolina Hlavatá 8.53                                                                |
| 4 × 200 m                   | Lucie Domská Martina Schmidová Pavlína Humpolíková Klára Seidlová USK Praha 1:39.51 | Kristýna Kobiánová Šárka Hlaváčková Markéta Mrňová Pavla Hřivnová Olymp Brno 4:40.83 | Šárka Kalvová Kateřina Kodrová Anna Hrudková Aneta Sladovníková Slavia Praha 1:42.66 |
| Skok do výšky               | Michaela Hrubá 1.83                                                                 | Magdalena Nová 1.79                                                                  | Lada Pejchalová 1.75                                                                 |
| Skok o tyči                 | Jiřina Svobodová 4.40                                                               | Romana Maláčová 4.30                                                                 | Aneta Morysková 4.20                                                                 |
| Skok daleký                 | Eliška Klučinová 6.23                                                               | Jana Korešová 6.19                                                                   | Kateřina Hýsková 5.81                                                                |
| Trojskok                    | Lucie Májková 13.48                                                                 | Kateřina Líbalová 12.55                                                              | Šárka Buranská 12.55                                                                 |
| Vrh koulí                   | Markéta Červenková 14.99                                                            | Jitka Kubelová 14.71                                                                 | Kristýna Kroužková 13.98                                                             |
| Pětiboj Praha 7. – 9.2.2014 | Nela Severová 4103 bodů                                                             | Pavlína Březinová 3629 bodů                                                          | Alexandra Mužíková 3595 bodů                                                         |